# Repalassa

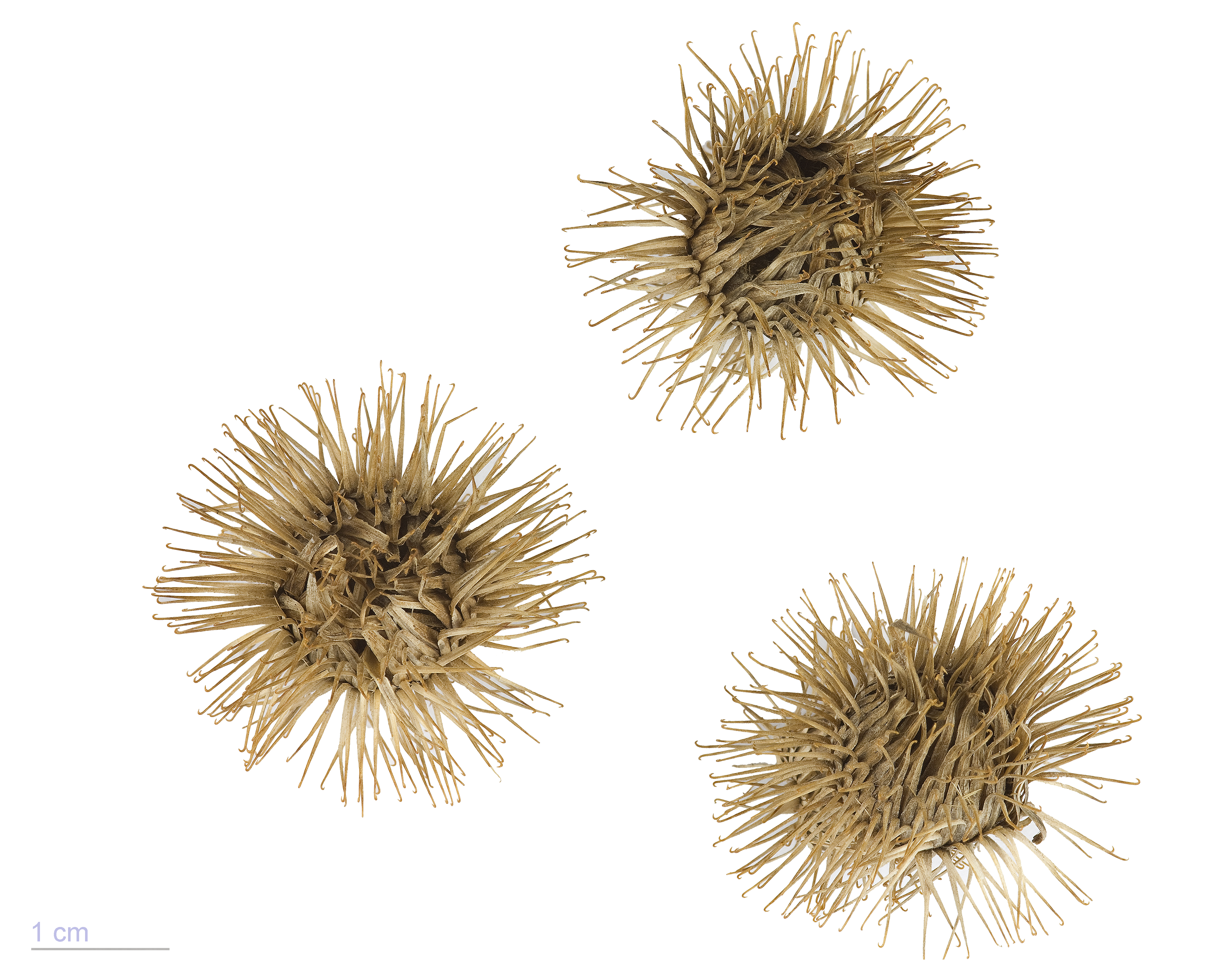
Arctium lappa

La repalassa, bardana, catxurrera, cuspinera, gaferot, gafet, llapa, llaparassa, llapassa o llapassera (Arctium lappa), és una espècie de planta angiosperma arbustiva que pertany al gènere Arctium dins la família de les asteràcies.
Addicionalment pot rebre els noms de bardanera, catxurros, cospiells, cospius, gafets, llapassa borda i remolins. També s'han recollit les variants bardenera, cuspiells, llapassa borda, llapasser, llapissó, llepassa, llepassa, lleperada, repalada, repalassa i repelassa.
Als Països Catalans és molt més freqüent l'espècie similar però més petita Arctium minus que és en realitat a la que es refereixen la major part dels noms populars catalans.

## Descripció
La repalassa està compresa dins del grup dels hemicriptòfits, que són plantes vivaces i herbàcies amb arrels molt desenvolupades en les quals acumulen reserves per a sobreviure durant l'època desfavorable i gastar-les a la primavera per cobrir la brotada. Les reserves tornen a regenerar-se després de la fructificació, cap a final de l'estació de creixement.
La repalassa es tracta d'un arbust erecte.
La rel és axonomorfa, de tipus napiforme, carnosa, de color marró i fa uns 25 cm de longitud.
La tija és llenyosa, formada per fils longitudinals i recoberta de pèls o tricomes curts i suaus. Es tracta, doncs, d'un indument de tipus pubescent. Les fulles són grans, rugoses, ovals i d'extremitats arrodonides. Tenen els extrems dentats irregulars.
Les flors, són en forma d'inflorescències, de tipus actinomorfes. Són bosses espinoses de color púrpura i es poden adherir als animals per contacte (d'aquí deriven molts dels noms populars com per exemple enganxavelles o enganxacabells, entre d'altres).
Té una inflorescència racemosa, en forma de capítols. Sota de les flors hi ha un conjunt de bràctees, imbricades, rígides i uncinades que tenen com a funció principal donar suport a les flors.
El periant està format per una corol·la de 5 pètals soldats i no té calze. És una flor gamosèpala.
L'androceu està compost per 5 estams singenèsics, és a dir de filaments lliures però soldats per les anteres.
El gineceu és bicarpel·lar i està format per un ovari ínfer i unilocular, que acaba en forma de dos estils.
Els fruits fan al voltant de 7 mm de llarg, en ressalten fils i estan gravats de forma irregular.

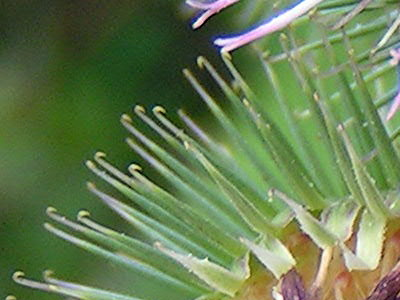
Ganxos de les flors

## Ecologia
És originària d'Àsia i Europa, però actualment s'ha naturalitzat a tot el continent americà. Pel que fa a la península Ibèrica, sol trobar-se principalment a la part occidental.
A Catalunya és una espècie molt rara, i només es troba a pocs punts de les comarques de Pallars Sobirà, Capcir, Ripollès i la Garrotxa. Està distribuïda a tot Europa generalment per sota dels 60° N de latitud.
És possible trobar-la a la riba del riu Besòs en el seu curs mig i baix.
Creix abundantment en terrenys no conreats, generalment a prop de l'activitat humana, ja siguin prats o marges de camps i camins.

## Taxonomia
Arctium deriva del grec Arktos (que significa os), i fa referència a la gran quantitat de pèls que presenten les flors de la repalassa. Lappa deriva del cèltic lapp (que vol dir mà), o d'un vocable grec que vol dir agafar o aferrar-se, ja que les seves llavors s'enganxen amb facilitat a animals, persones, etc.

### Sinònims
Els següents noms són sinònims d'Arctium lappa:
- Arctium lappa subsp. majus Arènes
- Arctium majus Bernh.
- Lappa arctium Hill
- Lappa bardana Moench
- Lappa bardana var. major Celak.
- Lappa communis var. major Coss.
- Lappa lappa (L.) H.Karst.
- Lappa major Gaertn.
- Lappa officinalis All.

## Farmacologia
La droga (part utilitzada com a ús medicinal) de la repalassa són l'arrel i les fulles.
Com a ús intern, la repalassa es pren a través d'infusions de les arrels collides a la tardor i amb les llavors (que s'apleguen a la primavera).
Per a ús extern, s'utilitzen les fulles trinxades i aplicades en forma de cataplasma sobre la pell.

### Composició química
L'arrel està composta químicament per 
- Inulina: Polisacàrid que se sol emmagatzemar al teixit fi de les plantes.
- Mucílag: Substància gelatinosa de composició química semblant a la de les gomes.
- Poliacetilens: àcid arètic, arctinona, arctinol, arctinal
- Polifenols: àcid cafeic, àcids clorogènic i isoclorogènic
- Olis essencials:fenilacetaldehid, benzaldehid.

També conté metilpiracines, sisosterol, estigmasterol, arctiopicrina (només a les fulles) i tanins.

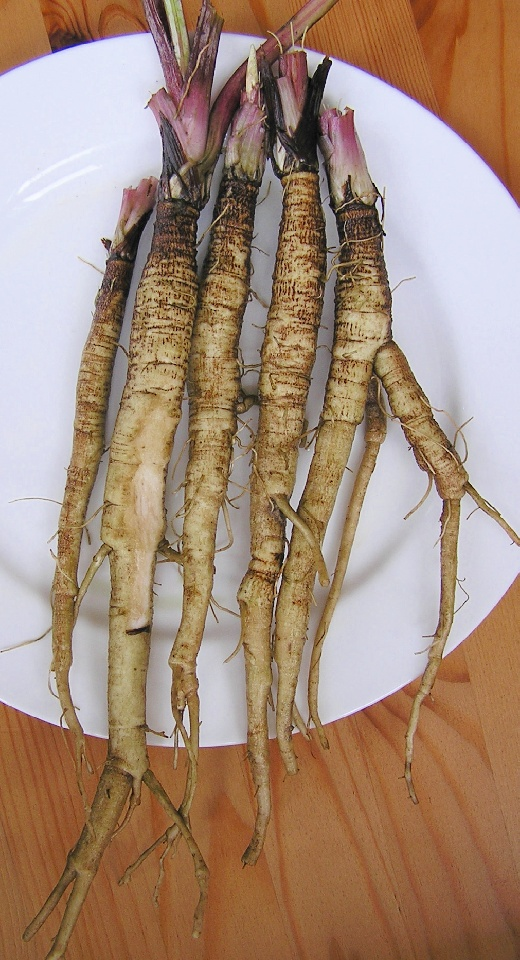
Rels de repalassa

### Accions farmacològiques
S'usa medicinalment com a: 
- Antibiliar
- Laxant (juntament amb altres plantes medicinals), ja que la inulina contribueix a tenir un trànsit intestinal regular i suau.
- Depuratiu de la sang, ja que ajuda a reduir el nivell de colesterol a la sang.
- Diurètic, gràcies a la inulina, que es pot administrar per via intravenosa en alguns casos d'edema cerebral i en algunes insuficiències renals.
- Bactericida, ja que alimenta i estimula selectivament la nostra pròpia flora intestinal. La inulina també té un efecte positiu en la resistència natural del nostre cos.

Té propietats hipoglucemiants i una acció antibiòtica sobre els estafilococs (l'arctiopicrina la té sobre diversos bacteris gram+). A més, també és antifúngica.

### Usos medicinals
- Artritis, reuma i diabetis, gràcies als seus efectes depuratius i diurètics. Per a les artritis s'apliquen sobre la part adolorida cataplasmes preparats amb fulles fresques trinxades i una gasa. Combaten dolors aguts de les articulacions afectades.
- Malalties de transmissió sexual: gonorrea i sífilis
- Afeccions cutànies (acne, úlceres, furóncols, herpes, èczemes), amb l'aplicació en forma de cataplasma de les fulles trinxades sobre la pell.
- Calmant del dolor i de la inflamació de picades d'insectes i aranyes
- Reforçant del cuir cabellut (gràcies a un oli essencial extret de l'arrel), que evita la caiguda dels cabells; no obstant això, no serveix per retornar el cabell als calbs.

### Toxicitat
No se'n coneix cap efecte tòxic.

## Observacions
Cal tenir present que l'arrel de la repalassa perd les seves facultats quan s'asseca si no s'ha estabilitzat prèviament amb vapors d'alcohols.
Com a curiositat, els caparrons de les flors són proveïts de ganxos, que quan les flors maduren formen una bola espinosa que s'agafa amb facilitat al pèl dels animals o a la roba, i serveix als nens com a projectil en els seus jocs.